# Ludovico Hernandez
Cet article court présente un sujet plus développé dans : Fernand Fleuret.
Dr Ludovico Hernandez est un des pseudonymes collectifs utilisés par Fernand Fleuret et Louis Perceau.